# Гранатовий сік

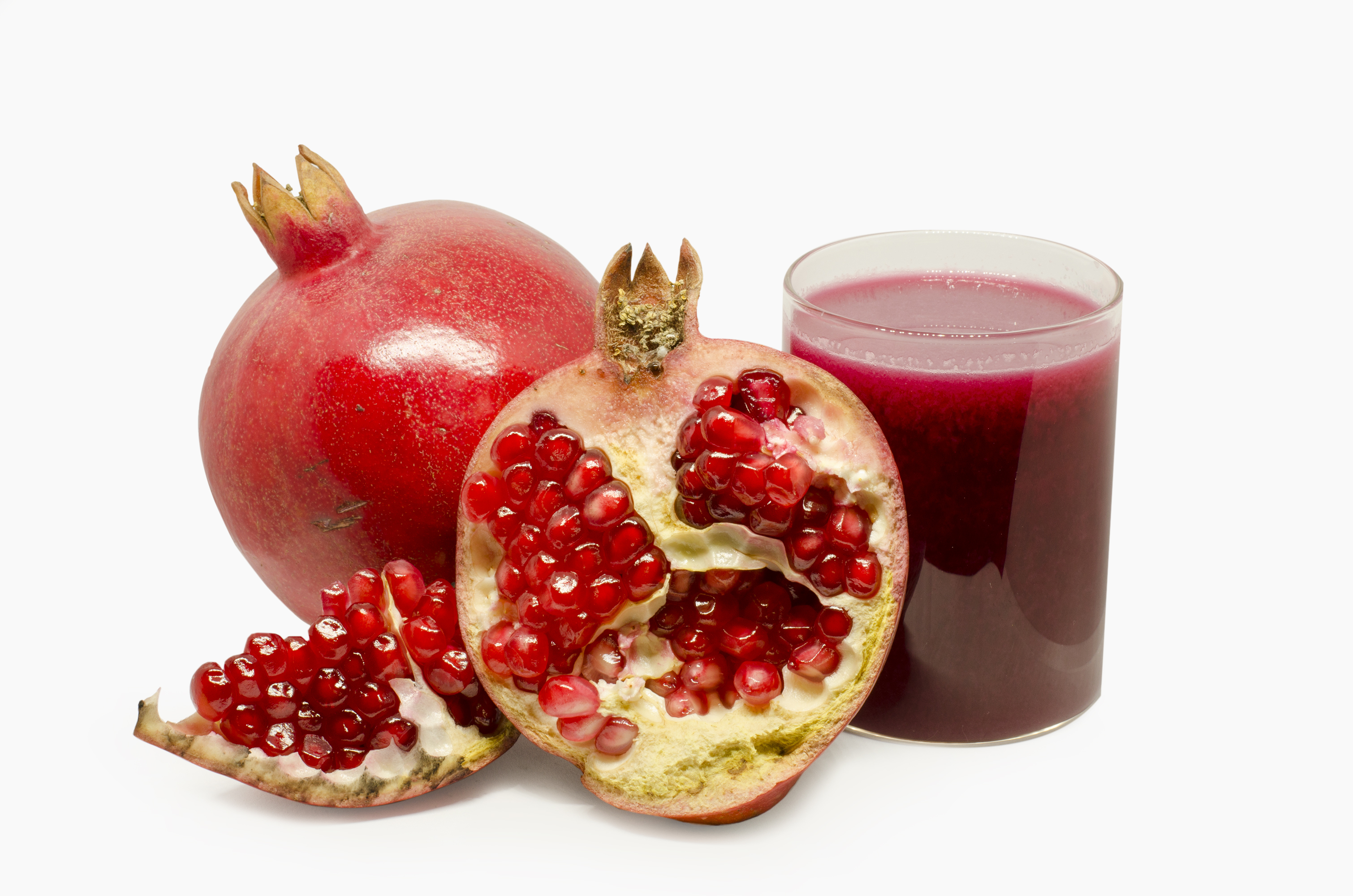
Гранатовий сік

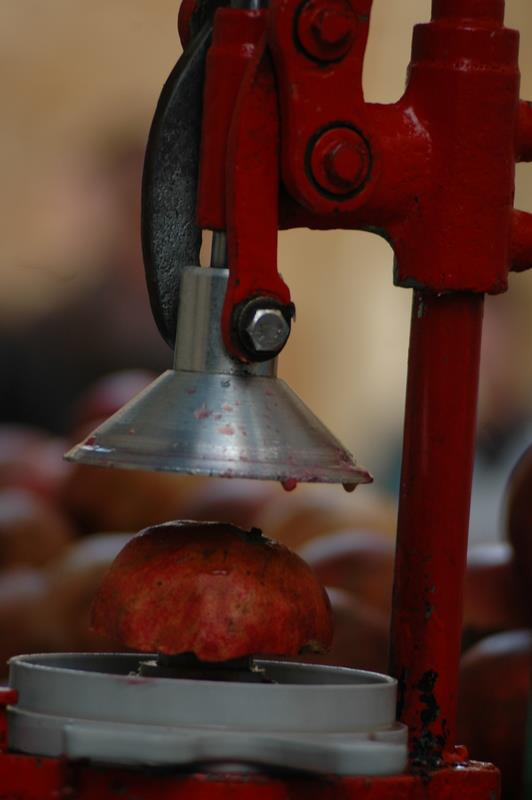
Половинка гранату на механічному важільному пресі

Гранатовий сік — фруктовий сік, одержуваний пресуванням м'якоті плодів культурного гранату. Гранатовий сік має яскраво рожевий або червоний колір і приємний освіжаючий кисло-солодкий або кислий смак, іноді злегка терпкий смак.
Згідно з дослідженнями Міністерства сільського господарства США, в гранатовому соку містяться такі вітаміни і мінерали: цукри, кальцій, залізо, магній, фосфор, калій, натрій, цинк, мідь, селен, вітамін С, тіамін, рибофлавін, ніацин, вітамін B6, фолат, холін, вітамін E, вітамін K, жирні кислоти. Гранатовий сік містить біологічно активні речовини, особливо поліфеноли, і має антимікробні властивості. У гранатовому соку містяться вітаміни С, B1 і B2 . В натуральний гранатовий сік не допускається додавання води, цукру, кислот та барвників.
Вихід соку з соковитого насіння гранату становить 30—40 % маси плоду. У плодів гранату є тверда зовнішня шкірка, яка ускладнює отримання соку. У ній міститься велика кількість дубильних речовин, які при попаданні в сік додають йому гіркий терпкий присмак. У промисловому виробництві гранатового соку до пресування потрібна попередня очистка плодів гранату від шкірки та внутрішніх грубих перегородок за допомогою різних пристроїв, у тому числі гребневідділювачів від валкових дробарок винограду. Для пресування гранатової м'якоті застосовуються шнекові преси. Отриманий сік сепарують або відстоюють для видалення суспензій, а потім перед фільтрацією нагрівають до 75—80 °C і відразу охолоджують до 35—40 °C. Відфільтрований прозорий сік фасують і стерилізують . У домашніх умовах гранатовий сік можна отримати за допомогою важільного преса для цитрусових.
Гранатовий сік застосовується як напій і входить до складу купажованих соків, є дієтичним продуктом при шлунково-кишкових розладах . З гранатового соку уварюванням виробляють гранатовий екстракт для виробництва безалкогольних напоїв.